# Östersjön, Dalsland
Östersjön är en sjö i Färgelanda kommun i Dalsland och ingår i Örekilsälvens huvudavrinningsområde. Sjön är 29 meter djup, har en yta på 1,5 kvadratkilometer och befinner sig 66,4 meter över havet. Sjön avvattnas av vattendraget Sågbäcken.

## Delavrinningsområde
Östersjön ingår i det delavrinningsområde (649488-127988) som SMHI kallar för Utloppet av Östersjön. Medelhöjden är 107 meter över havet och ytan är 27,35 kvadratkilometer. Det finns inga avrinningsområden uppströms utan avrinningsområdet är högsta punkten. Sågbäcken som avvattnar avrinningsområdet har biflödesordning 3, vilket innebär att vattnet flödar genom totalt 3 vattendrag innan det når havet efter 26 kilometer. Avrinningsområdet består mestadels av skog (79 procent). Avrinningsområdet har 2,27 kvadratkilometer vattenytor vilket ger det en sjöprocent på 8,3 procent.